# کارل فابین
کارل فابین (انگلیسی: Karl Fabien؛ زادهٔ ۱ اوت ۲۰۰۰) بازیکن فوتبال است.
از باشگاه‌هایی که در آن بازی کرده‌است می‌توان به باشگاه فوتبال نانسی اشاره کرد.
وی همچنین در تیم ملی فوتبال مارتینیک بازی کرده‌است.